# Черхава
Черха́ва — село в Україні, в Самбірському районі Львівської області. Населення становить 543 особи (2021). Орган місцевого самоврядування — Ралівська сільська громада.

## Історія

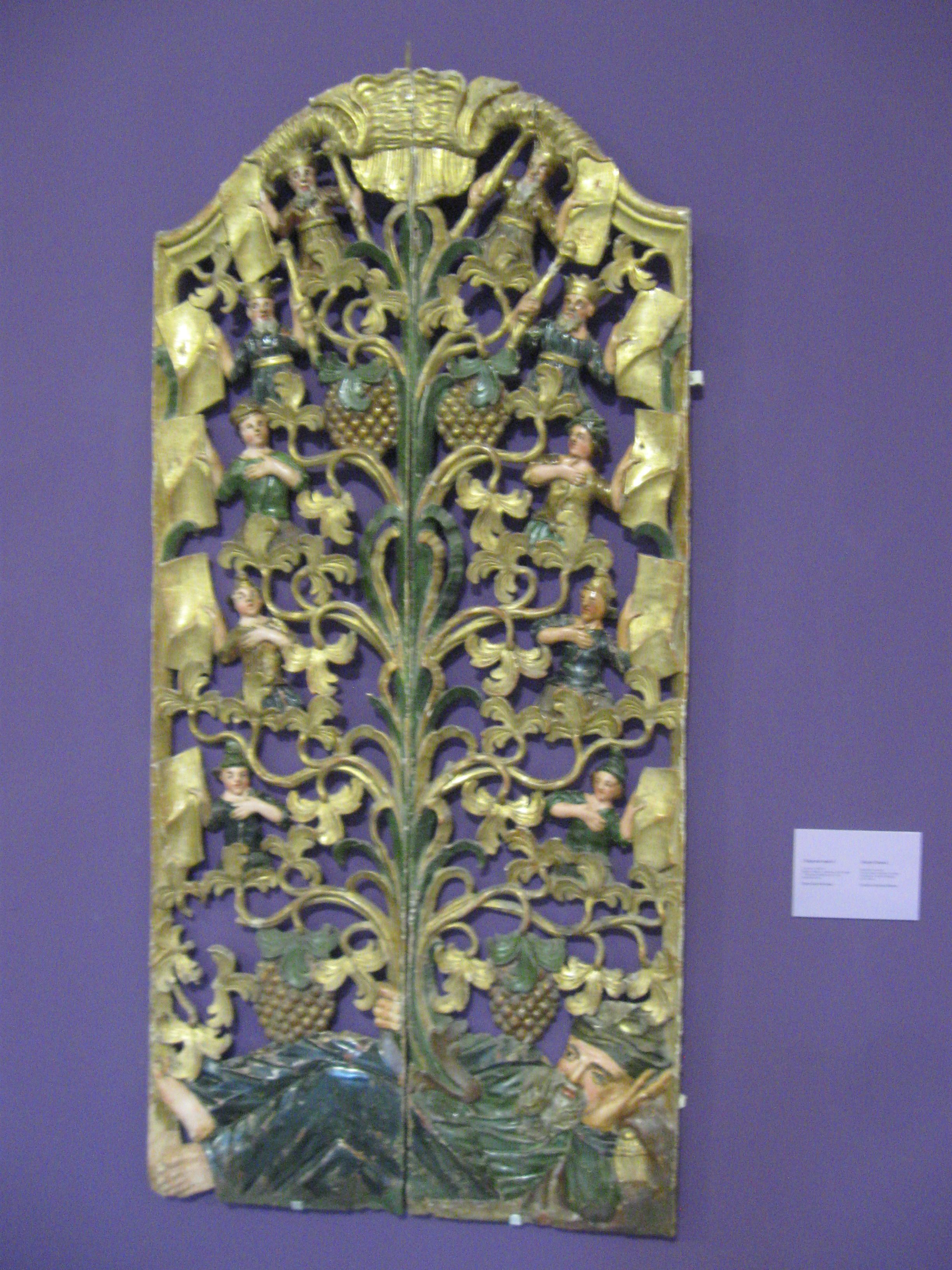
Царські Ворота з церкви села Черхава (Мистецький арсенал, 2013 р.)

12 липня 1519 року король Жиґимонт затвердив шляхетних братів Дениса і Матвія на князівстві села Черхави.
Згідно з ревізією 1692 року село було у королівській власності. Тоді у Черхаві було 8 кметів, 1 загородник та 1 халупник, 1 млин і 1 корчма. Кількість осілих дворів була 12.

## Населення

### Мова
Розподіл населення за рідною мовою за даними перепису 2001 року:
| Мова       | Кількість | Відсоток |
| ---------- | --------- | -------- |
| українська | 539       | 99.26%   |
| польська   | 3         | 0.55%    |
| російська  | 1         | 0.19%    |
| Усього     | 543       | 100%     |

## Культові споруди
В селі знаходиться одна з найкрасивіших і найдавніших церков Львівщини, храм святого архистратига Михаїла. Перша згадка про неї датується 1402 роком. Існуюча мурована церква постала у 1853—1864 роках на місці дерев'яної. Збудована у класицистичних формах з восьмибічною вежею, вкритою банею, над західним причілком. Ушкоджена під час другої світової війни, стояла зачиненою у 1948—1989 роках. У 1990 році громада розпочала ремонт споруди.

## Територіальний поділ
«Нова Черхава» — нова частина села і «Стара Черхава» — стара частина.

## Відомі люди
- Полулях Іво (1921-2015) — доктор економічних наук та професор Українського Вільного Університету.
- Попель Михайло — галицький політичний діяч XIX ст., посол до Австрійського парламенту 1848 року.